# Hito al Trópico de Capricornio
El Hito al Trópico de Capricornio es una escultura monumental ubicada a 23°26'35" S de latitud y 70°25'42" O de longitud, a 28 km al norte de la ciudad de Antofagasta, en  Chile. Su construcción fue ideada y financiada por el Rotary Club de Antofagasta.

## Descripción
El Hito al Trópico de Capricornio fue inaugurado el 21 de diciembre de 2000, el día del solsticio de verano del hemisferio sur y a la hora que el lugar pasaba bajo el Sol, momento en que las sombras de los objetos verticales desaparecieron. Para los solsticios de diciembre, el Trópico de Capricornio es el lugar más austral del mundo en quedar bajo el Sol. 
Su diseño estuvo a cargo de la arquitecta Eleonora Román, quien se basó en los cálculos astronómicos del divulgador científico Jorge Ianiszewski para crear un monumento que sirviera para destacar el Trópico de Capricornio y como calendario solar.
La ubicación exacta del Trópico de Capricornio fue calculada por la Dirección de Vialidad del Ministerio de Obras Públicas de Chile, gracias al sistema de posicionamiento global (GPS).

## Arquitectura

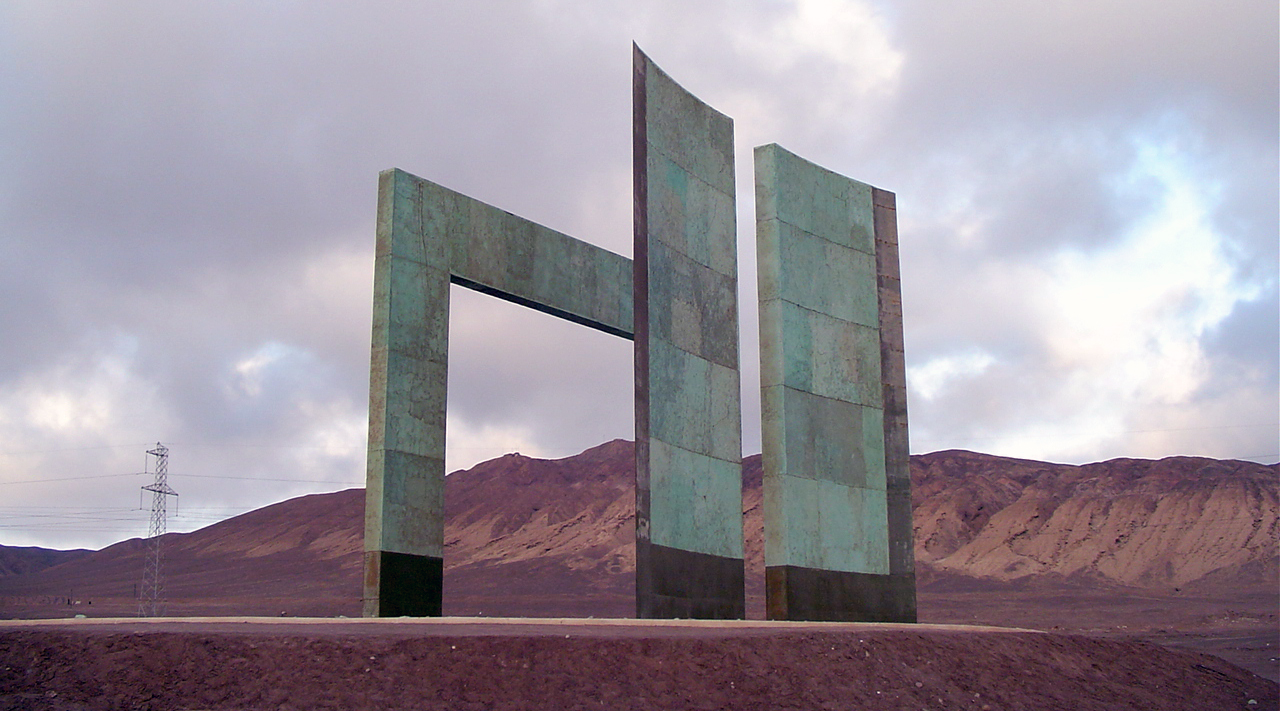
Hito al Trópico de Capricornio (de oeste a este).

La estructura del Hito al Trópico de Capricornio está conformada por:
- El Arco de Capricornio, de 10,4 m de altura, cuya sombra del borde superior marca las estaciones en el Camino del Sol.
- El Camino del Sol, un camino de 11,1 m de largo y 2 m de ancho, orientado de sur a norte, perpendicular a la línea del Trópico de Capricornio.
- Las Puertas del Sol, dos paredes de 12,4 m de altura, ubicadas a los costados del Camino del Sol y justo donde la sombra del Arco de Capricornio cae durante los equinoccios.
- El Círculo del Mundo, una circunferencia de 30 m de diámetro que enmarca al monumento y que representa a la Tierra. En este círculo, la línea del Trópico de Capricornio se ubica a 23,44 grados de distancia de la línea (que representa a la Línea ecuatorial).

La estructura de vigas de acero recubierto posee en total 12,4 m de altura y se encuentra revestida de cobre.

## Acceso
El Hito al Trópico de Capricornio está ubicado a 28 km al norte de la ciudad de Antofagasta, a un costado de la ruta 1 (actualmente Autopistas de Antofagasta), carretera por la cual se puede acceder. Los puntos de referencia más cercanos son el Aeropuerto Nacional Andrés Sabella Gálvez y la Base Aérea Cerro Moreno de la Fuerza Aérea de Chile.